# だめラジオ
『トミタ栞のだめラジオ』（トミタしおりのだめラジオ）は、FMヨコハマで放送されていたラジオ番組。

## 概要
架空のアパート空間、「YOKOHAMA RADIO APARTMENT」の火曜日の住人「トミタ栞」が送る「だめなラジオ」。「だめな所も隠さずに行こう!」をコンセプトにしている。
トミタが噛んだり、意味不明な発言をした際にはパンチの音が入る。
2019年9月24日をもって番組を終了することが発表された。

## パーソナリティ
- トミタ栞

## 放送時間
- 2015年4月7日 - 、 横浜エフエム放送（FMヨコハマ） 毎週火曜日 22:00 - 23:20

## 現在のコーナー
テーマメール紹介
毎回、設けられるメールテーマに対するメッセージを紹介するコーナー。
トミタの部屋
○○バカな方をゲストに招き、話を伺うコーナー。
レディースルーム
女性ゲストを招き、台本のないガールズトークを繰り広げるコーナー。

## 過去のコーナー
トミタお客様コールセンター
リスナーに電話を繋ぎ、お悩みなど話を伺うコーナー。

## 代打パーソナリティ
- 2019年7月2日 - 丸山礼[3][注 1]

## ゲスト
| 2019年  | 2019年                                      |
| 放送日  | ゲスト                                      |
| ------- | ------------------------------------------- |
| 1月8日  | 神田莉緒香                                  |
| 1月15日 | 楢原英介（ギターバカ）                      |
| 1月22日 | カメントツ（『こぐまのケーキ屋さん』作者）  |
| 1月29日 | 渋木さやか（ヨガバカ）                      |
| 2月5日  | あゆみくりかまき                            |
| 2月12日 | 井出辰之助（温泉バカ）                      |
| 2月19日 | 土肥牧子（コラボデザインバカ）              |
| 2月26日 | 松永一哉（ボディパフォーマンスバカ）        |
| 3月5日  | デッカチャン                                |
| 3月12日 | 平岡琴（キックバカ）                        |
| 3月19日 | ふかわりょう（とんぶりバカ）                |
| 4月2日  | Tag me英利花（ボディーアートバカ）          |
| 4月9日  | 吉川ゆうじ（焼き芋バカ）                    |
| 4月16日 | ニコラス・エドワーズ（日本バカ）            |
| 4月23日 | 小関ミオ（シャンソンバカ）                  |
| 4月30日 | Salley（建物バカ）                          |
| 5月7日  | 鈴木睦子（馬バカ）                          |
| 5月14日 | 沙田瑞紀（ねごと）                          |
| 5月28日 | 雲野和幸（家族で世界一周バックパックバカ）  |
| 6月4日  | 住岡梨奈                                    |
| 6月18日 | うえちゃん（海外ディズニーバカ）            |
| 6月25日 | 山田修輝（キャンピングカーバカ）            |
| 7月16日 | 小川コータ&とまそん（ビーチコーミングバカ） |